# Masafumi Nakaguchi
Masafumi Nakaguchi (中口 雅史 Nakaguchi Masafumi?), född 10 april 1972 i Tokushima prefektur, är en japansk före detta fotbollsspelare och tränare.
Nakaguchi började sin karriär 1995 i Gamba Osaka. Efter Gamba Osaka spelade han för Sagawa Express Osaka. 
Nakaguchi har tränat J3 League-klubben, Vanraure Hachinohe.